# Велики Напани (Онтарио)
Велики Напани (енгл. Greater Napanee) је градић у Канади у покрајини Онтарио. Према резултатима пописа 2011. у граду је живело 15.511 становника.

## Становништво
Према резултатима пописа становништва из 2011. у граду је живело 15.511 становника, што је за 0,7% више у односу на попис из 2006. када је регистровано 15.400 житеља.
| 2006.  | 2011.  |
| ------ | ------ |
| 15.400 | 15.511 |